# Valdas Babaliauskas
Valdas Babaliauskas (Dauguose (Lituania), 1961) è un attore e regista lituano.

## Filmografia (parziale)
- Blondine, attore, regia di Daiva Adomonite, film TV (1982)
- Giminės, attore, regia di Saulius Vosylius, serie TV (1993-1995)
- Vidurnakčio vargonai, regista (1995)
- Vargšų biblija, regista (1998)
- Dapkai ir Butkai, regista e co-autore della sceneggiatura, serie televisiva (2002)
- Laimonas Naujokaitis, regia, serie TV (2008-2009)